# 春一番コンサート・ライブ!
『春一番コンサート・ライブ!』（はるいちばんこんさーとらいぶ）は、1972年8月5日にリリースされた春一番 (コンサート)のライブ・アルバム。

## 解説
1972年5月5～6日に大阪の天王寺公園野外音楽堂で開催された「春一番」コンサートをアルバム化したもの。

## 収録曲

### Vol.1 (大阪・天王寺野外音楽堂 5/6)

#### SIDE 1
1. いとうたかお / かたつむり 3:23
2. 田中研二 / インスタントコーヒー・ラグ 3:26
3. シバ / 夜汽車にのって 4:09
4. シバ / 交差点 3:06
5. 中川五郎 / ミスターボージャングル 5:30

#### SIDE 2
1. 遠藤賢司 / カレーライス 5:15
2. 遠藤賢司 / 満足出来るかな～シー・サイド・バウンド 9:42
3. あがた森魚+ 蜂蜜ぱい / 冬のサナトリウム～サルビアの花 4:03
4. 蜂蜜ぱい / へいの上で 6:54

### Vol.2 (大阪・天王寺野外音楽堂 5/7)

#### SIDE 1
1. 小坂忠+ フォージョーハーフ / どろんこ祭り 3:16
2. 小坂忠+ フォージョーハーフ / 庭はぽかぽか 2:38
3. ザ・ディランII / 僕の街 3:20
4. 友部正人 / 追伸 5:10
5. 友部正人 / 街は裸ですわり込んでいる 5:35

#### SIDE 2
1. ごまのはえ / とめ子ちゃん 3:48
2. 高田渡 / 系図 3:52
3. 武蔵野タンポポ団 / あしたはきっと 8:47
4. 武蔵野タンポポ団 / カーカー 3:41

## 春一番'72（1975 / OFM 4）
オリジナル版から8曲カットされており、ジャケットも異なる。

### 収録曲

#### A面
1. 遠藤賢司 / カレーライス 3:23
2. 中川五郎 / ミスター・ボー・ジャングル 5:30
3. シバ / 夜汽車にのって 4:09
4. あがた森魚+ 蜂蜜ぱい / 冬のサナトリウム～サルビアの花 4:03
5. 小坂忠+ フォージョーハーフ / 庭はぽかぽか 2:38

#### B面
1. ごまのはえ / とめ子ちゃん 3:48
2. ザ・ディランII / 僕の街 3:20
3. 友部正人 / まちは裸ですわり込んでいる 5:35
4. 高田渡 / 系図 3:52
5. 武蔵野タンポポ団 / あしたはきっと 8:47

## 春一番コンサート・ライヴ '72（1987 / K30X 141）
オリジナル版から8曲カットされており、1975年版とはそのカットされた曲や、曲順・構成・ジャケットも異なる。

### 収録曲
1. 遠藤賢司 / カレーライス 5:38
2. 遠藤賢司 / 満足できるかな～シーサイドバウンド 9:52
3. あがた森魚+ 蜂蜜ぱい / 冬のサナトリウム～サルビアの花 4:12
4. 蜂蜜ぱい / へいの上で 7:07
5. 小坂忠+ フォージョーハーフ / 庭はぽかぽか 2:42
6. ザ・ディランII / 僕の街 3:28
7. 友部正人 / 街は裸ですわり込んでいる 6:21
8. ごまのはえ / とめ子ちゃん 3:54
9. 高田渡 / 系図 3:57
10. 武蔵野タンポポ団 / あしたはきっと 9:07

## 発売履歴
| 発売日        | タイトル                    | レーベル         | 規格 | 規格品番     | 備考                                     |
| ------------- | --------------------------- | ---------------- | ---- | ------------ | ---------------------------------------- |
| 1972年8月5日  | 春一番コンサート・ライブ!   | キングレコード   | LP   | OFW 1/2      |                                          |
| 1975年8月25日 | 春一番'72                   | キングレコード   | LP   | OFM 4        | オリジナル版18曲から8曲カットされている  |
| 1987年2月21日 | 春一番コンサート・ライブ'72 | キングレコード   | CD   | K30X 141     | オリジナル版18曲から8曲カットされている  |
| 1990年5月21日 | '72春一番コンサート・ライブ | Bellwood Records | CD   | KICS 2026~7  | オリジナル版に戻るも、ジャケットは異なる |
| 2004年4月28日 | 春一番ライブ'72             | Bellwood Records | CD   | BZCS-9019/20 | オリジナル版に戻るも、ジャケットは異なる |